# BOD-Syndrom
Das BOD-Syndrom, Akronym für Brachymorphie / Onychodysplasie / Dysphalangie,  ist eine sehr seltene angeborene Erkrankung mit den Hauptmerkmalen einer Kurzgliedrigkeit, Dysplasie der  Finger- und Fußnägel sowie einer Fehlbildung von Finger- und Zehenknochen.
Als Synonym wird auch der Begriff Senior-Syndrom verwendet.
Diese Bezeichnung bezieht sich auf den Erstautor der Erstbeschreibung aus dem Jahre 1971 durch den südafrikanischen Pädiater Boris Senior.

## Verbreitung
Die Häufigkeit wird mit unter 1 zu 1.000.000 angegeben; bislang sind etwa ein Dutzend Patienten beschrieben worden. Die Vererbung erfolgt autosomal-dominant.
Die Ursache ist bislang nicht bekannt.

## Klinische Erscheinungen
Klinische Kriterien sind:
- proportionale intrauterine Wachstumsretardierung, Minderwuchs
- hypoplastische Kleinfinger mit Brachymesophalangie und winzigen Fingernägeln, Nageldystrophie
- Gesichtsdysmorphien wie breite Nase, flache Wangen, großer Mund, spitzes Kinn und Retrognathie
- meistens auch Mikrozephalie ohne (wesentliche) Intelligenzminderung

## Diagnose
In der Bildgebenden Diagnostik finden sich:
- Hypo-, Aplasie oder Syndaktylie der distalen Phalangen im V. Strahl
- Brachymesophalangie der Kleinzehe
- Nagelhypoplasie oder -aplasie
- mitunter eine zystisch adenomatoide Malformation der Lunge

## Differentialdiagnose
Eventuell ist dieses Syndrom lediglich eine milde Form des Coffin-Siris-Syndroms. Aufgrund der deutlich geringeren geistigen Retardierung wird es als eigenständiges Krankheitsbild angesehen.